# Glück im Spiel
Glück im Spiel (Originaltitel: Lucky You) ist ein Poker-Filmdrama aus dem Jahr 2007 von Curtis Hanson, der zusammen mit Eric Roth auch das Drehbuch schrieb. Die Hauptrollen spielten Eric Bana und Drew Barrymore.

## Handlung
Las Vegas im Jahr 2003: Huck Cheever spielt professionell Poker und will an der alljährlichen World Series of Poker (WSOP) teilnehmen. Um an Geld fürs Pokerspielen zu kommen, verpfändet er sogar den Ehering seiner verstorbenen Mutter. Außer seiner akuten Geldnot hat er noch persönliche Probleme, die vor allem aus der angespannten Beziehung zu seinem Vater L.C. Cheever, einem legendären Pokerspieler, resultieren. Gegen ihn hat er zudem nie ein Spiel gewinnen können und so stand er immer im Schatten des ehemaligen Poker-Weltmeisters. Jetzt will er endlich selbst den Titel gewinnen. Doch schon bald verspielt er sein beim Poker gewonnenes Geld wieder, zudem auch den Pfandschein für den Ring – und verliert alles ausgerechnet an seinen Vater.
Huck lernt Billie Offer kennen, die gerade aus Bakersfield in die Stadt gekommen ist, um hier Karriere als Sängerin zu machen. Es stellt sich heraus, dass Billie die jüngere Schwester von Suzanne ist, welche bereits mit Huck Bekanntschaft gemacht hat. Suzanne warnt ihre Schwester vor Huck, da er nur auf schnelle Affären aus wäre.
Roy Durucher, ein alter Bekannter von Huck, bietet ihm an, die 10.000 US-Dollar Startgebühr für das Pokerturnier zu zahlen, er müsse ihm dafür allerdings 60 % vom Gewinn abgeben – Huck lehnt ab. Später macht er sich auf den Weg zu Suzanne, um sie nach einem Darlehen zu fragen, trifft dort aber auf Billie. Als Billie einen Anruf erhält, dass sie eine erste Stelle als Sängerin erhält, schlägt Huck ihr vor, dass sie dies gemeinsam in der Spielbank feiern sollten. Billie bezahlt die Chips und Huck bringt ihr das Pokern bei. Sie treffen auf Hucks Spieler-Freund Lester, einen Mann, der sich für eine Wette weibliche Brüste hat machen lassen. Am nächsten Tag holt Huck Billie an ihrem neuen Arbeitsplatz ab. Sie gehen gemeinsam zum Essen und schlafen später miteinander. Am nächsten Morgen stiehlt er Billie Geld, das er umgehend wieder verspielt. Die enttäuschte Billie will daraufhin nichts mehr von Huck wissen.
Auch der Start bei einem sogenannten Satellite-Turnier, einem Turnier, das dem Gewinner einen Platz für die WSOP sichert, bleibt erfolglos. In seiner Verzweiflung kommt Huck nun auf Roy zurück und will sein Angebot nun doch annehmen, der verlangt jetzt jedoch 70 % vom Gewinn – Huck nimmt widerwillig an.
Huck zahlt Billie das gestohlene Geld zurück und entschuldigt sich bei ihr, Billie gibt ihm nochmal eine Chance. Sie gehen gemeinsam frühstücken und treffen dabei auf Hucks Vater. Huck, dessen Problem es ist, zu draufgängerisch und nicht vernünftig genug zu spielen, lässt sich auf ein Spiel mit seinem Vater ein, wobei er dabei seine gesamten 10.000 US-Dollar verliert. L.C. bietet seinem Sohn an, ihm das Geld für das Turnier zurückzugeben, doch Huck nimmt es nicht an, da er nur etwas von seinem Vater annehmen würde, wenn er es von ihm gewönne.
Da Huck das Startgeld für die WSOP somit wieder nicht zusammenhat, nimmt er eine verrückte Wette von Ready Eddie um 10.000 US-Dollar an, bei der er innerhalb von drei Stunden fünf Meilen laufen und danach einen Golfparcour mit 18 Löchern mit maximal 78 Schlägen erfolgreich absolvieren muss. Er verliert die Wette jedoch knapp wegen 2 Sekunden und macht Billie für seine Niederlage verantwortlich, da diese für die Zeitmessung zuständig war und nicht für ihn geschummelt hat. Daraufhin trennen sich die beiden wieder. In der Zwischenzeit schließt Ready Eddie eine Wette mit Lester über 20.000 US-Dollar ab, dass er es nicht schaffen würde, einen ganzen Monat in der Toilette des Casinos zu verbringen.
Huck, der nun schon 20.000 US-Dollar Schulden angehäuft hat, wird klar, dass er einiges falsch gemacht hat, woraufhin er sich entschließt, sein Leben zu ändern. In einem letzten Turnier erspielt er sich schließlich das nötige Startgeld. Von Suzanne erfährt er, dass Billie für einige Tage zurück nach Bakersfield gefahren ist. Er sucht sie dort auf, gesteht ihr an der Tür seine Fehler ein und dass sie im Recht war, und fährt wieder nach Las Vegas zurück.
Beim WSOP-Turnier spielen nun über 800 Spieler um ein Preisgeld von 2,5 Millionen US-Dollar. Huck schlägt sich gut im Turnier und erreicht den Finaltisch, an dem unter anderen auch sein Vater L.C. und ein weiterer ehemaliger Weltmeister sitzen. In einer Spielpause führen Vater und Sohn ein Gespräch auf der Toilette, in dem L.C. erzählt, dass es für ihn wohl die letzte Gelegenheit wäre, das Turnier ein drittes Mal zu gewinnen und so in die Bücher zu kommen, was für ihn eine große Ehre wäre. L.C. fragt seinen Sohn, warum er ihm die Trennung von seiner Mutter immer noch nicht vergeben hat, wenn sie ihm doch selbst kurz vor ihrem Tod noch verziehen habe.
Nach und nach scheiden weitere Spieler aus und am Finaltisch bleiben nur noch Huck, L.C. und ein dritter Teilnehmer übrig. Zu dieser Zeit erscheint auch Billie als Zuschauerin. Als bei einem Spiel der dritte Teilnehmer passt und nun Huck und L.C. direkt gegeneinander spielen und L.C. alle seine Chips setzt, überlässt Huck seinem Vater freiwillig den Sieg, obwohl er die besseren Karten hatte, diese aber nicht aufdeckte, sondern weglegte und somit ausschied. Er wollte damit verhindern, dass er seinem Vater die Chance auf den Gewinn des Turniers nimmt. L.C., der Hucks eigentliche Sieger-Hand erkannt hat, kann das Turnier aber trotz des Geschenks seines Sohnes nicht gewinnen und wird Zweiter. Schließlich versöhnt sich Huck sowohl mit seinem Vater als auch mit Billie.

## Hintergrund
- Nach dem Ende des Abspanns wird eine zusätzliche Szene gezeigt, in der Lester nach 30 Tagen siegessicher aus der Toilette der Spielbank kommt, Ready Eddie jedoch meint, er hätte die Wette verloren, da der Mai 31 Tage habe. Darauf überrumpelt ihn Lester mit der noch idiotischeren Wette, dass der August auch 31 Tage hat – und gewinnt nun sogar das Doppelte.

- Jack Binion hat einen Gastauftritt, indem er sich selbst, als den Besitzer des Binion’s Horseshoe, spielt. In dessen Spielbank fanden die World Series of Poker 2003 tatsächlich statt – für die Dreharbeiten wurde der Veranstaltungsort im Studio originalgetreu nachgebaut.

- Zahlreiche professionelle Pokerspieler haben im Film Gastauftritte und spielen sich darin selbst: Ihsan Farha, Chau Giang, Barry Greenstein, Jason Lester, Ted Forrest, Minh Ly, John Murphy, Erick Lindgren, Daniel Negreanu, Doyle Brunson, Johnny Chan, Hoyt Corkins, Antonio Esfandiari, Chris Ferguson, Dan Harrington, Phil Hellmuth, Karina Jett, John Juanda, Mike Matusow, Erik Seidel, Mimi Tran, Marsha Waggoner, Robert Williamson III, Cyndy Violette.

- Die Dreharbeiten fanden vom 28. März 2005 bis 14. Mai 2005 in Los Angeles und Las Vegas statt.

- Die Produktionskosten wurden auf rund 55 Millionen US-Dollar geschätzt. Der Film spielte in den Kinos weltweit rund 8,3 Millionen US-Dollar ein, davon rund 5,7 Millionen US-Dollar in den USA und rund 193.000 US-Dollar in Deutschland.

- Kinostart in den USA war am 4. Mai 2007, in Deutschland am 28. Juni 2007.

## Kritiken
- Birgit Glombitza schrieb auf Spiegel Online am 27. Juni 2007: „Ein Mann und sein alles vernichtender Spieltrieb: Im Poker-Drama „Glück im Spiel“ streift ein undurchsichtiger Taugenichts elegant durch die Nächte von Las Vegas – doch als ihm die Liebe in die Quere kommt, gehen dem Film die Trümpfe aus. […] „Lucky You“, der so stilvoll und elegant beginnt, hat schon bald keine Trümpfe mehr im Ärmel und wird so romantisch und simpel, dass ihm etwas Kühle gut getan hätte. Und irgendwann in der Mitte bringt der Film es sogar fertig, seine wenigen tiefergehenden Wahrheiten über das Leben, die Unfähigkeit, geliebt zu werden oder den Vater zu besiegen, an einen Glückskeks zu delegieren.“[2]

- Michael Wunderlich schrieb in den Nürnberger Nachrichten vom 29. Juni 2007: „Man beklaut seine Freundin nicht nach dem ersten Sex. Schon gar nicht, wenn man glaubt, seinem Vater sehr übel nehmen zu müssen, dass der einmal sogar Muttis Ehering versetzt hat, um beim Poker wieder flüssig zu werden. […] Ein Charmebolzen wie Huck Cheever (Eric Bana) biegt das nach einer Glückssträhne mit seinem Dackelblick wieder hin. Drew Barrymore in der Rolle von Hucks Angebeteter glubscht sanft zurück und lässt ihren Kartenhai zur Strafe bei einer Golfwette schmerzhaft auflaufen. […] Curtis Hanson hat seinen glänzend besetzten, sogar mit echten Pokergrößen angereicherten Film merkwürdig untertourig inszeniert und in die Länge gezerrt, als gelte es, dem Publikum das ungeheuer Anstrengende dieser Art von Gelderwerb vorzuführen und spüren zu lassen.“[3]

- Das Lexikon des internationalen Films urteilt: „Spielerfilm um den Erfolg am Spieltisch, aber auch um eine allmähliche Persönlichkeitsbildung, dessen diverse Handlungsfäden durch das stets ausführlich präsentierte Pokerspiel hindurch entwickelt und gespiegelt werden. Unterhaltsam, wenngleich inhaltlich etwas mager.“[4]